# Grande Prêmio da França de Motovelocidade de 2009
O Grande Prêmio da França de 2009 foi a quarta etapa da Temporada de MotoGP de 2009. Aconteceu entre os dias 15 e 17 de maio de 2009 no Circuito Bugatti.

## Classificação da MotoGP
| Pos | No | Piloto           | Construtor | Voltas | Tempo/Aband. | Grid | Pontos |
| --- | -- | ---------------- | ---------- | ------ | ------------ | ---- | ------ |
| 1   | 99 | Jorge Lorenzo    | Yamaha     | 28     | 47:52.678    | 2    | 25     |
| 2   | 33 | Marco Melandri   | Kawasaki   | 28     | +17.710      | 9    | 20     |
| 3   | 3  | Dani Pedrosa     | Honda      | 28     | +19.893      | 1    | 16     |
| 4   | 4  | Andrea Dovizioso | Honda      | 28     | +20.455      | 5    | 13     |
| 5   | 27 | Casey Stoner     | Ducati     | 28     | +30.539      | 3    | 11     |
| 6   | 7  | Chris Vermeulen  | Suzuki     | 28     | +37.462      | 7    | 10     |
| 7   | 5  | Colin Edwards    | Yamaha     | 28     | +40.191      | 6    | 9      |
| 8   | 65 | Loris Capirossi  | Suzuki     | 28     | +45.421      | 8    | 8      |
| 9   | 52 | James Toseland   | Yamaha     | 28     | +50.307      | 12   | 7      |
| 10  | 24 | Toni Elias       | Honda      | 28     | +53.218      | 11   | 6      |
| 11  | 15 | Alex de Angelis  | Honda      | 28     | +53.550      | 16   | 5      |
| 12  | 69 | Nicky Hayden     | Ducati     | 28     | +56.647      | 13   | 4      |
| 13  | 72 | Yuki Takahashi   | Honda      | 28     | +56.688      | 15   | 3      |
| 14  | 14 | Randy de Puniet  | Honda      | 28     | +1:11.299    | 10   | 2      |
| 15  | 88 | Niccolò Canepa   | Ducati     | 28     | +1:15.385    | 17   | 1      |
| 16  | 46 | Valentino Rossi  | Yamaha     | 26     | +2 voltas    | 4    |        |
| Ret | 36 | Mika Kallio      | Ducati     | 11     | Acidente     | 14   |        |

## Classificação da 250cc
| Pos | No | Piloto              | Construtor | Voltas | Tempo/Aband. | Grid | Pontos |
| --- | -- | ------------------- | ---------- | ------ | ------------ | ---- | ------ |
| 1   | 58 | Marco Simoncelli    | Gilera     | 26     | 49:07.591    | 2    | 25     |
| 2   | 55 | Héctor Faubel       | Honda      | 26     | +12.081      | 10   | 20     |
| 3   | 15 | Roberto Locatelli   | Gilera     | 26     | +21.642      | 9    | 16     |
| 4   | 19 | Álvaro Bautista     | Aprilia    | 26     | +31.087      | 1    | 13     |
| 5   | 14 | Ratthapark Wilairot | Honda      | 26     | +50.497      | 12   | 11     |
| 6   | 35 | Raffaele de Rosa    | Honda      | 26     | +56.366      | 7    | 10     |
| 7   | 52 | Lukáš Pešek         | Aprilia    | 26     | +1:16.025    | 8    | 9      |
| 8   | 4  | Hiroshi Aoyama      | Honda      | 26     | +1:22.882    | 3    | 8      |
| 9   | 10 | Imre Tóth           | Aprilia    | 26     | +1:35.556    | 19   | 7      |
| 10  | 56 | Vladimir Leonov     | Aprilia    | 26     | +1:47.990    | 22   | 6      |
| 11  | 40 | Héctor Barberá      | Aprilia    | 25     | +1 volta     | 11   | 5      |
| 12  | 17 | Karel Abrahám       | Aprilia    | 25     | +1 volta     | 15   | 4      |
| 13  | 53 | Valentin Debise     | Honda      | 25     | +1 volta     | 20   | 3      |
| 14  | 54 | Toby Markham        | Honda      | 25     | +1 volta     | 25   | 2      |
| Ret | 6  | Alex Debón          | Aprilia    | 21     | Acidente     | 6    |        |
| Ret | 25 | Alex Baldolini      | Aprilia    | 18     | Abandono     | 14   |        |
| Ret | 12 | Thomas Lüthi        | Aprilia    | 18     | Abandono     | 4    |        |
| Ret | 63 | Mike Di Meglio      | Aprilia    | 10     | Acidente     | 5    |        |
| Ret | 75 | Mattia Pasini       | Aprilia    | 4      | Acidente     | 13   |        |
| Ret | 7  | Axel Pons           | Aprilia    | 3      | Acidente     | 21   |        |
| Ret | 77 | Aitor Rodriguez     | Aprilia    | 3      | Acidente     | 24   |        |
| Ret | 47 | Ángel Rodríguez     | Aprilia    | 2      | Acidente     | 16   |        |
| Ret | 48 | Shoya Tomizawa      | Honda      | 1      | Abandono     | 17   |        |
| Ret | 8  | Bastién Chesaux     | Honda      | 0      | Acidente     | 23   |        |
| DNS | 8  | Jules Cluzel        | Aprilia    |        | Não largou   | 18   |        |

## Classificação da 125cc
| Pos | No | Piloto             | Construtor | Voltas | Tempo/Aband. | Grid | Pontos |
| --- | -- | ------------------ | ---------- | ------ | ------------ | ---- | ------ |
| 1   | 60 | Julián Simón       | Aprilia    | 24     | 47:08.273    | 7    | 25     |
| 2   | 94 | Jonas Folger       | Aprilia    | 24     | +27.084      | 16   | 20     |
| 3   | 33 | Sergio Gadea       | Aprilia    | 24     | +30.916      | 12   | 16     |
| 4   | 38 | Bradley Smith      | Aprilia    | 24     | +31.530      | 6    | 13     |
| 5   | 73 | Takaaki Nakagami   | Aprilia    | 24     | +1:09.235    | 31   | 11     |
| 6   | 77 | Dominique Aegerter | Derbi      | 24     | +1:12.223    | 4    | 10     |
| 7   | 29 | Andrea Iannone     | Aprilia    | 24     | +1:13.063    | 23   | 9      |
| 8   | 7  | Efrén Vázquez      | Derbi      | 24     | +1:19.912    | 25   | 8      |
| 9   | 18 | Nicolás Terol      | Aprilia    | 24     | +1:40.036    | 3    | 7      |
| 10  | 8  | Lorenzo Zanetti    | Aprilia    | 24     | +1:42.700    | 20   | 6      |
| 11  | 12 | Esteve Rabat       | Aprilia    | 24     | +1:59.326    | 13   | 5      |
| 12  | 11 | Sandro Cortese     | Derbi      | 23     | +1 volta     | 24   | 4      |
| 13  | 53 | Jasper Iwema       | Honda      | 23     | +1 volta     | 30   | 3      |
| 14  | 48 | Gregory Di Carlo   | Honda      | 23     | +1 volta     | 28   | 2      |
| 15  | 35 | Randy Krummenacher | Aprilia    | 22     | +2 voltas    | 17   | 1      |
| Ret | 32 | Lorenzo Savadori   | Aprilia    | 16     | Acidente     | 21   |        |
| Ret | 17 | Stefan Bradl       | Aprilia    | 14     | Abandono     | 8    |        |
| Ret | 45 | Scott Redding      | Aprilia    | 13     | Abandono     | 2    |        |
| Ret | 71 | Tomoyoshi Koyama   | Loncin     | 10     | Acidente     | 9    |        |
| Ret | 10 | Luca Vitali        | Aprilia    | 10     | Abandono     | 29   |        |
| Ret | 16 | Cameron Beaubier   | KTM        | 8      | Acidente     | 11   |        |
| Ret | 69 | Lukas Sembera      | Aprilia    | 8      | Acidente     | 18   |        |
| Ret | 93 | Marc Márquez       | KTM        | 8      | Abandono     | 1    |        |
| Ret | 14 | Johann Zarco       | Aprilia    | 8      | Acidente     | 32   |        |
| Ret | 50 | Sturla Fagerhaug   | KTM        | 6      | Acidente     | 33   |        |
| Ret | 6  | Joan Olivé         | Derbi      | 5      | Acidente     | 5    |        |
| Ret | 44 | Pol Espargaró      | Derbi      | 5      | Abandono     | 15   |        |
| Ret | 99 | Danny Webb         | Aprilia    | 4      | Acidente     | 10   |        |
| Ret | 52 | Steven Le Coquen   | Honda      | 4      | Acidente     | 22   |        |
| Ret | 24 | Simone Corsi       | Aprilia    | 2      | Acidente     | 19   |        |
| Ret | 5  | Alexis Masbou      | Loncin     | 2      | Acidente     | 14   |        |
| Ret | 36 | Cyril Carrillo     | Honda      | 1      | Abandono     | 27   |        |
| Ret | 87 | Luca Marconi       | Aprilia    | 0      | Acidente     | 26   |        |
| DNQ | 49 | Ornella Ongaro     | Honda      |        |              |      |        |
| DNQ | 66 | Matthew Hoyle      | Haojue     |        |              |      |        |
| DNQ | 88 | Michael Ranseder   | Haojue     |        |              |      |        |